# Kitch Christie
George Moir Christie (Johannesburgo, 31 de enero de 1940 — Pretoria, 22 de abril de 1998) fue un jugador y entrenador sudafricano de rugby.
Kitch Christie entrenó a los Springboks de 1994 a marzo de 1996 y logró el Campeonato del Mundo de Sudáfrica 1995, la primera del seleccionado africano y el cual significó la unión del país.
Es considerado uno de los mejores entrenadores de la historia del deporte y el mejor sudafricano. Desde 2011 integra el Salón de la Fama de la World Rugby.

## Biografía
Su padre fue escocés y su madre inglesa, se crio en Edimburgo donde empezó a jugar rugby y recibió el apodo Kitch. Volvió a Sudáfrica a los 18 años y siguió jugando rugby en Pretoria Harlequins, club con el que debutó en primera en 1962 y se retiró en 1977.
En 1979 le fue diagnosticado leucemia, enfermedad con la que luchó casi 20 años hasta su fallecimiento el 22 de abril de 1998.

## Carrera como entrenador
En 1992 fue elegido entrenador de los Golden Lions. Con Francois Pienaar como capitán Transvaal, ganó la Currie Cup en las temporadas de 1993 y 1994 además ganó también el Super 10 1993. Con trece de éstos jugadores Kitch armó la base de los Springboks más tarde.
En 1994 el entrenador de la selección nacional Ian McIntosh fue despedido, y Christie fue visto como el candidato principal a sucederle.

## Selección nacional
En 1994 fue seleccionado como entrenador del equipo nacional a solo seis meses de la Copa Mundial. En octubre de ese año los Springboks vencieron a los Pumas en su debut como entrenador, siguió una gira por Europa donde obtuvo victorias ante Escocia y los dragones Rojos y finalmente el partido de preparación previo al Mundial ante Samoa; fue victoria cómoda. Desde un primer momento Christie dejó en claro que el equipo usaría un juego físico y así fue la preparación, Kitch dijo "Tal vez no sea el equipo más talentoso, pero será el mejor físicamente".
Su último partido como entrenador de los Springboks fue victoria ante el XV de la Rosa en el Estadio Twickenham, en marzo debió dejar el cargo por el deterioro de su salud. En total Christie dirigió al equipo en 14 partidos, ganándolos todos.

### Participaciones en Copas del Mundo
La Copa Mundial de Rugby de 1995, era el debut de la selección de Sudáfrica en una Copa del Mundo, después de impedírsele la participación en las dos primeras ediciones por el apartheid. El país se encontraba en transición, tras el derrumbe del apartheid y la llegada de Nelson Mandela a la presidencia del país en mayo de 1994. Nelson Mandela dio todo su apoyo a los Springboks, que en aquel momento solo contaban con un jugador de raza negra, Chester Williams y los Springboks fueron vistos como representantes de toda Sudáfrica, despertando un fuerte nacionalismo en los sudafricanos, a medida que el equipo avanzaba en el torneo.
Los Springboks inauguraron el mundial frente a los campeones vigentes, los Wallabies, ganando 27-18. Le seguirían victorias frente a Rumania y Canadá para ganar el grupo. En cuartos de final enfrentarían a Samoa ganando cómodamente con suplentes y derrotando a Les Blues 19-15 en semifinales. Finalmente jugaron la final contra los All Blacks, quiénes eran claros favoritos por el tremendo desempeño en el torneo y con jugadores como Andrew Mehrtens y principalmente Jonah Lomu en sus filas. La final se disputó en el estadio Ellis Park de Johannesburgo, es recordada por el acercamiento de los Springboks durante el Haka y por ser la primera vez en un mundial, que se jugó un tiempo extra. En un partido muy parejo que finalizó en un empate a 12 y de mucha tensión, los tres puntos del drop de Joel Stransky dieron la victoria sudafricana en tiempo suplementario, 15-12.
| Mundial                       | Sede      | Equipo    | Resultado | PJ | PG | PE | PP | Pts + | Pts - |
| ----------------------------- | --------- | --------- | --------- | -- | -- | -- | -- | ----- | ----- |
| Copa Mundial de Rugby de 1995 | Sudáfrica | Sudáfrica | Campeón   | 6  | 6  | 0  | 0  | 144   | 67    |

## Palmarés
- Campeón del Super 10 de 1993.
- Campeón de la Currie Cup de 1993 y 1994.